# AA Андромеды
AA Андромеды (лат. AA Andromedae) — двойная затменная переменная звезда типа Беты Лиры (EB) в созвездии Андромеды на расстоянии приблизительно 3506 световых лет (около 1076 парсеков) от Солнца. Видимая звёздная величина звезды — от +11,2m до +10,3m. Орбитальный период — около 0,9351 суток (22,442 часов).

## Характеристики
Первый компонент — бело-голубая звезда спектрального класса B9V или B8V. Радиус — около 3,44 солнечных, светимость — около 40,334 солнечных. Эффективная температура — около 7847 K.